# Joseph-Fabien Bugeaud
 (mai 2015).
Si vous disposez d'ouvrages ou d'articles de référence ou si vous connaissez des sites web de qualité traitant du thème abordé ici, merci de compléter l'article en donnant les références utiles à sa vérifiabilité et en les liant à la section « Notes et références ».
Pour les articles homonymes, voir Bougeaud.
Joseph-Fabien Bugeaud (Bonaventure, Canada, 15 juillet 1876 - New Carlisle, Canada, 15 septembre 1953) est un avocat et homme politique québécois.

## Biographie
Il a été député de Bonaventure pour le Parti libéral de 1912 à 1924. Il quitta la politique lorsqu'il fut nommé juge du district de Gaspé et Rimouski, le 2 avril 1924. Il remplit ensuite cette fonction jusqu'à sa mort.

## Distinctions
- Conseiller du roi